# Phoenix Mercury
Le Phoenix Mercury sono una delle dodici squadre di pallacanestro che militano nella WNBA (Women's National Basketball Association), il campionato professionistico femminile degli Stati Uniti d'America.

## Storia della franchigia
Sono una delle originali otto squadre che hanno preso parte nel 1997 al primo campionato WNBA.
Vincono un solo titolo di campionesse della Western Conference nel 1998, senza vincere poi il titolo WNBA.
Nel 2007, dopo una eccellente stagione regolare, dopo sette anni di assenza ritornano a giocare i playoff WNBA. Al primo turno eliminano le Seattle Storm, e in finale di conference le San Antonio Silver Stars, aggiudicandosi il secondo titolo di campionesse della Western Conference, e accedendo alle WNBA Finals 2007. In cinque gare le Mercury battono le campionesse uscenti, le Detroit Shock, vincendo il primo storico titolo WNBA della franchigia.

### Numeri ritirati
- 7 - Michele Timms
- 13 - Penny Taylor
- 22 - Jennifer Gillom
- 32 - Bridget Pettis

### FIBA Hall of Fame
- Michele Timms

## Record stagione per stagione
| Disputa Playoff | Campione di Conference | Campione WNBA |

| Stagione        | V   | P   | %    | Playoff                                                                                   | Risultato                                                                              |
| --------------- | --- | --- | ---- | ----------------------------------------------------------------------------------------- | -------------------------------------------------------------------------------------- |
| Phoenix Mercury |     |     |      |                                                                                           |                                                                                        |
| 1997            | 16  | 12  | 57,1 | Perde le semifinali di Conference                                                         | Phoenix 0, New York 1                                                                  |
| 1998            | 19  | 11  | 63,3 | Vince le semifinali di Conference Perde le WNBA Finals                                    | Phoenix 2, Cleveland 1 Phoenix 1, Houston 2                                            |
| 1999            | 15  | 17  | 46,9 |                                                                                           |                                                                                        |
| 2000            | 20  | 12  | 62,5 | Perde le semifinali di Conference                                                         | Phoenix 0, Los Angeles 2                                                               |
| 2001            | 13  | 19  | 40,6 |                                                                                           |                                                                                        |
| 2002            | 11  | 21  | 34,4 |                                                                                           |                                                                                        |
| 2003            | 8   | 26  | 23,5 |                                                                                           |                                                                                        |
| 2004            | 17  | 17  | 50,0 |                                                                                           |                                                                                        |
| 2005            | 16  | 18  | 47,1 |                                                                                           |                                                                                        |
| 2006            | 18  | 16  | 52,9 |                                                                                           |                                                                                        |
| 2007            | 23  | 11  | 67,6 | Vince le semifinali di Conference Vince le finali di Conference Vince le WNBA Finals      | Phoenix 2, Seattle 0 Phoenix 2, San Antonio 0 Phoenix 3, Detroit 2                     |
| 2008            | 16  | 18  | 47,1 |                                                                                           |                                                                                        |
| 2009            | 23  | 11  | 67,6 | Vince le semifinali di Conference Vince le finali di Conference Vince le WNBA Finals      | Phoenix 2, San Antonio 1 Phoenix 2, Los Angeles 1 Phoenix 3, Indiana 2                 |
| 2010            | 14  | 20  | 41,2 | Vince le semifinali di Conference Perde le finali di Conference                           | Phoenix 2, San Antonio 0 Phoenix 0, Seattle 2                                          |
| 2011            | 15  | 19  | 44,1 | Vince le semifinali di Conference Perde le finali di Conference                           | Phoenix 2, Seattle 1 Phoenix 0, Minnesota 2                                            |
| 2012            | 7   | 27  | 20,6 |                                                                                           |                                                                                        |
| 2013            | 19  | 15  | 55,9 | Vince le semifinali di Conference Perde le finali di Conference                           | Phoenix 2, Los Angeles 1 Phoenix 0, Minnesota 2                                        |
| 2014            | 29  | 5   | 85,3 | Vince le semifinali di Conference Vince le finali di Conference Vince le WNBA Finals      | Phoenix 2, Los Angeles 0 Phoenix 2, Minnesota 1 Phoenix 3, Chicago 0                   |
| 2015            | 20  | 14  | 58,8 | Vince le semifinali di Conference Perde le finali di Conference                           | Phoenix 2, Tulsa 0 Phoenix 0, Minnesota 2                                              |
| 2016            | 16  | 18  | 47,1 | Vince il Primo Turno Vince il Secondo Turno Perde le semifinali WNBA                      | Phoenix 1, Indiana 0 Phoenix 1, New York 0 Phoenix 0, Minnesota 3                      |
| 2017            | 18  | 16  | 52,9 | Vince il Primo Turno Vince il Secondo Turno Perde le semifinali WNBA                      | Phoenix 1, Indiana 0 Phoenix 1, New York 0 Phoenix 0, Minnesota 3                      |
| 2018            | 20  | 14  | 58,8 | Vince il Primo Turno Vince il Secondo Turno Perde le semifinali WNBA                      | Phoenix 1, Dallas 0 Phoenix 1, Connecticut 0 Phoenix 2, Seattle 3                      |
| 2019            | 15  | 19  | 44,1 | Vince le semifinali di Conference Perde le finali di Conference                           | Las Vegas 1, Chicago 0 Las Vegas 1, Washington 3                                       |
| 2020            | 13  | 9   | 59,1 | Vince il Primo Turno Perde il Secondo Turno                                               | Phoenix 1, Washington 0 Phoenix 0, Minnesota 1                                         |
| 2021            | 19  | 13  | 59,4 | Vince il Primo Turno Vince il Secondo Turno Vince le semifinali WNBA Perde le WNBA Finals | Phoenix 1, New York 0 Phoenix 1, Seattle 0 Phoenix 2, Las Vegas 3 Phoenix 1, Chicago 3 |
| Totale          | 425 | 393 | 52,0 |                                                                                           |                                                                                        |
| Play-off        | 47  | 39  | 54,7 | 5 Titoli di Conference 3 Titoli WNBA                                                      | 5 Titoli di Conference 3 Titoli WNBA                                                   |

## Squadra attuale
| \| Pos. \| Num. \| Naz. \| Nome \| Altezza \| Peso \| Data nascita \| Provenienza \| \| ----- \| ---- \| ---- \| --------------------- \| ------- \| ----- \| ------------ \| -------------- \| \| G \| 9 \| \| Cunningham, Sophie \| 185 cm \| 77 kg \| 16-08-1996 \| Missouri \| \| G \| 33 \| \| Davis, Kaela \| 188 cm \| 77 kg \| 15-03-1995 \| South Carolina \| \| G \| 1 \| \| DeShields, Diamond \| 185 cm \| 78 kg \| 05-03-1995 \| Tennessee \| \| G \| 4 \| \| Diggins-Smith, Skylar \| 175 cm \| 66 kg \| 02-08-1990 \| Notre Dame \| \| AP/AG \| 12 \| \| Gray, Reshanda \| 188 cm \| 87 kg \| 01-06-1993 \| UC Berkeley \| \| C \| 42 \| \| Griner, Brittney \| 206 cm \| 93 kg \| 18-10-1990 \| Baylor \| \| C \| 10 \| \| Gustafson, Megan \| 191 cm \| 88 kg \| 13-12-1996 \| Iowa \| \| G \| 0 \| \| Nurse, Kia \| 183 cm \| 76 kg \| 22-02-1996 \| Connecticut \| \| G \| 11 \| \| Peddy, Shey \| 170 cm \| 67 kg \| 28-10-1988 \| Temple \| \| G \| 25 \| \| Simms, Jennie \| 183 cm \| 75 kg \| 21-04-1994 \| Old Dominion \| \| G/AP \| 3 \| \| Taurasi, Diana \| 183 cm \| 74 kg \| 11-06-1982 \| Connecticut \| \| G/AP \| 14 \| \| Thomas, Sam \| 183 cm \| 77 kg \| 14-06-1999 \| Arizona \| \| AP/AG \| 21 \| \| Turner, Brianna \| 191 cm \| 77 kg \| 05-07-1996 \| Notre Dame \| \| G \| 22 \| \| Turner, Yvonne \| 178 cm \| 59 kg \| 13-10-1987 \| Nebraska \| | Allenatore - Vanessa Nygaard Assistente/i - Crystal Robinson - Nikki Blue - Cinnamon Lister Legenda - (C) Capitano - (FA) Free agent - (S) Sospeso - (TW) Contratto Two-way - Infortunato Roster · Ultima transazione: 8 gennaio 2023 |                        |                       |         |       |              |                |
| Pos. | Num. | Naz.                   | Nome                  | Altezza | Peso  | Data nascita | Provenienza    |
| G | 9 | Stati Uniti (bandiera) | Cunningham, Sophie    | 185 cm  | 77 kg | 16-08-1996   | Missouri       |
| G | 33 | Stati Uniti (bandiera) | Davis, Kaela          | 188 cm  | 77 kg | 15-03-1995   | South Carolina |
| G | 1 | Stati Uniti (bandiera) | DeShields, Diamond    | 185 cm  | 78 kg | 05-03-1995   | Tennessee      |
| G | 4 | Stati Uniti (bandiera) | Diggins-Smith, Skylar | 175 cm  | 66 kg | 02-08-1990   | Notre Dame     |
| AP/AG | 12 | Stati Uniti (bandiera) | Gray, Reshanda        | 188 cm  | 87 kg | 01-06-1993   | UC Berkeley    |
| C | 42 | Stati Uniti (bandiera) | Griner, Brittney      | 206 cm  | 93 kg | 18-10-1990   | Baylor         |
| C | 10 | Stati Uniti (bandiera) | Gustafson, Megan      | 191 cm  | 88 kg | 13-12-1996   | Iowa           |
| G | 0 | Canada (bandiera)      | Nurse, Kia            | 183 cm  | 76 kg | 22-02-1996   | Connecticut    |
| G | 11 | Stati Uniti (bandiera) | Peddy, Shey           | 170 cm  | 67 kg | 28-10-1988   | Temple         |
| G | 25 | Stati Uniti (bandiera) | Simms, Jennie         | 183 cm  | 75 kg | 21-04-1994   | Old Dominion   |
| G/AP | 3 | Stati Uniti (bandiera) | Taurasi, Diana        | 183 cm  | 74 kg | 11-06-1982   | Connecticut    |
| G/AP | 14 | Stati Uniti (bandiera) | Thomas, Sam           | 183 cm  | 77 kg | 14-06-1999   | Arizona        |
| AP/AG | 21 | Stati Uniti (bandiera) | Turner, Brianna       | 191 cm  | 77 kg | 05-07-1996   | Notre Dame     |
| G | 22 | Stati Uniti (bandiera) | Turner, Yvonne        | 178 cm  | 59 kg | 13-10-1987   | Nebraska       |